# Гирк вастакоц
Гирк вастако́ц (арм. Գիրք վաստակոց, дословно «Книга работ») — средневековое армянское пособие для земледелия, основанное на трудах древнегреческих геопоник.

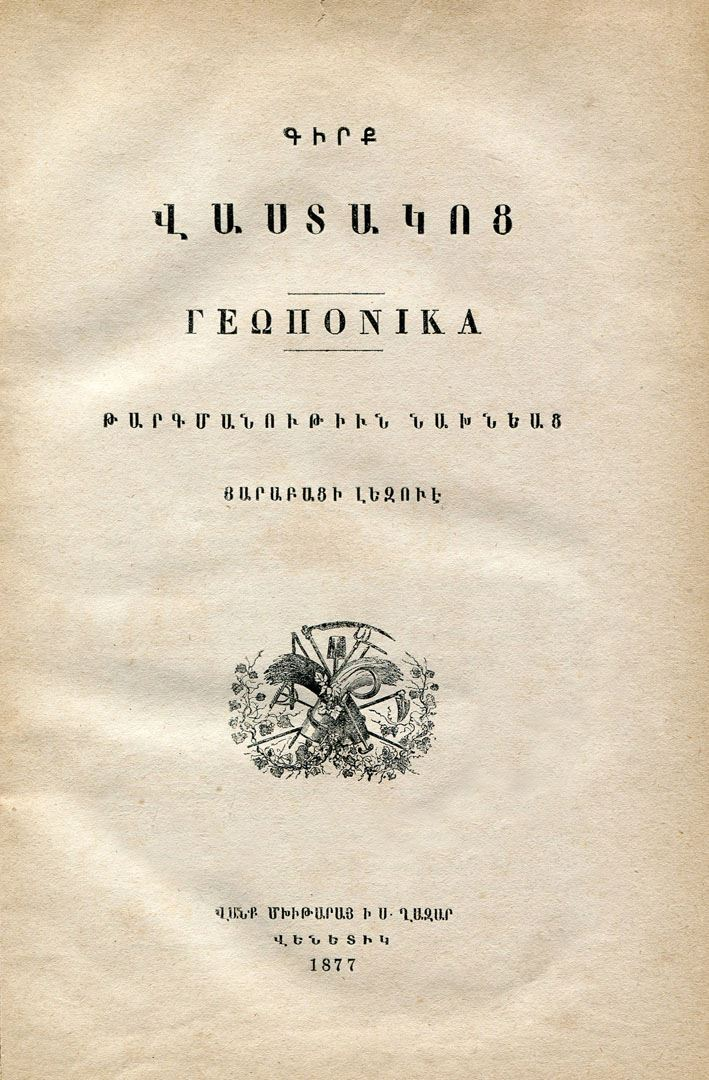
Заглавная страница «Гирк Вастакоца». Издание 1877 года

Аналог византийской «Геопоники», иногда называется «Армянской Геопоникой». Книга была однако переведена не с оригинальных греческих текстов, а с арабской редакции IX века Анатолиуса Арабикуса. Представляет собой укороченную редакцию текста Арабикуса, в отличие от последнего не разделён на несколько книг. Содержит 336 глав (428 у Арабикуса).
Написан на среднеармянском языке. Современными исследователями датируется между концом X и началом XIII веков. Иногда авторство приписывают Мхитару Гераци. Не исключено, что дошедшая до нас версия была последовательно переведена несколькими авторами разных периодов.
Важнейшее значение книги в её словарном запасе, она представляет собой незаменимый источник для изучения среднеармянского языка. Многие сельскохозяйственные термины не упоминаются больше в других средневековых армянских текстах.
Критическое издание было впервые опубликовано в 1877 году в Венеции, усилиями мхитариста Г. Алишана. Уже до конца XIX века книга привлекла внимание европейских учёных, которые занялись изучением её источников и словарного запаса.